# Agustina Bessa-Luís
Augustina Bessa-Luís (n. 15 octombrie 1922, Vila Meã⁠(d), Districtul Porto, Portugalia – d. 3 iunie 2019, Porto, Portugalia) a fost o scriitoare portugheză. În 2004 a câștigat Premiul Camões. Din romanul „As Terras do Risco” scris de ea, este inspirat filmul „O Convento” realizat de Manoel de Oliveira în 1995.

## Viața și opera
Personalitate a anilor '50, este în afara oricărei școli sau tendințe neorealiste, existențialiste, prezențialiste, queirosiene sau camiliene. Ea este a doua revelație, după Fernando Pessoa, al doilea miracol portughez al secolului, și va fi recunoscută ca atare abia atunci când, distanțându-se în timp, vom putea măsura reala sa dimensiune: cea mai originală contribuție a literaturii de limbă portugheză, alături de brazilianul Guimareas Rosa, la literatura mondială.

## Premii
- 1975 - Prémio „Adelaide Ristori” (Centro Cultural Italiano de Roma)
- 1982 - Prémio da Cidade do Porto
- 1988 - Prémio Seiva de Literatura (Companhia de Teatro Seiva Trupe), Porto
- 1996 - Prémio Bordalo de Literatura (Casa da Imprensa)
- 2004 - Prémio Camões
- 2004 - Prémio Vergílio Ferreira (Universidade de Évora)
- 2005 - Prémio de Literatura do Festival Grinzane Cinema, Turim (Itália)